# Сонцов-Засекин, Иван Васильевич
Князь Иван Васильевич Сонцов-Засекин — русский военачальник, участник Северной войны.

## Биография
Представитель княжеского рода Сонцевых-Засекиных. Начал службу в 1689 году при дворе царицы Прасковьи Фёдоровны в звании стольника. Позже принимал участие в Азовских походах, в 1698 году участвовал в сражении у Воскресенского монастыря.
В апреле 1700 года взят в учение пехотному строю генералом А. М. Головиным, перед походом под Нарву поступил в дивизию А. И. Репнина, произведен в поручики и назначен квартирмейстером в Бутырский полк. В том же году произведен в капитаны, командовал ротой при завоевании Ингерманландии (1702–03): сражался под Нотебургом, Ниеншанцем и на реке Сестра.
В 1704 году, уже в чине майора своего полка, участвовал в осаде и взятии Нарвы, участвовал далее во всех кампаниях. 29 июня 1706 года, в день своего тезоименитства, Пётр I произвёл его в подполковники Бутырского полка с исполнением должности командира полка. После отличия в Полтавской битве (1709) утверждён Петром в чине полковника и командира Бутырского полка. Оставался командиром полка до самого окончания Северной войны.
1 января 1726 года Иван Васильевич Сонцов-Засекин был произведён в генерал-майоры. Умер до 1740 года.